# Fonteius Maximus
 (mai 2016).
Fonteius Maximus (fl. 233) est un homme politique de l'Empire romain.

## Famille
Il est le fils d'un Decimus Fonteius et le petit-fils de Decimus Fonteius Frontonianus Lucius Stertinius Rufinus et de sa femme Numisia Celerina.
Il est le père de Fonteia Frontina, femme de Gaius Maesius Aquilius Fabius Titianus.

## Carrière
Il est légat de Mésie inférieure en 233.